# Valea Bârluțești
Valea Bârluțești falu Romániában, Erdélyben, Fehér megyében.

## Fekvése
Mamaligány közelében fekvő település.

## Története
Valea Bârluteşti korábban Mamaligány része volt. 1956 körül vált külön 205 lakossal.
1966-ban 118, 1977-ben 98, 1992-ben48, 2002-ben pedig 41 román lakosa volt.